# وراء قوس قزح (فلم)
وراء قوس قزح (بالإنجليزية: Behind the Rainbow) هو فيلم وثائقي تم إنتاجه في مصر وفرنسا وصدر في سنة 2009.

## وصلات خارجية
- مقالات تستعمل روابط فنية بلا صلة مع ويكي بيانات